# Jens Volkmann (Leichtathlet)
Jens Volkmann (* 31. Mai 1967 in Bremen) ist ein ehemaliger deutscher Leichtathlet, der sich auf den Hindernislauf spezialisiert hatte.

## Sportliche Karriere
Jens Volkmann startete bis 1986 für die LG Huntegau. 1987 und 1988 war er beim SC Charlottenburg und ab 1989 beim LAC Halensee Berlin. Bei den Deutschen Meisterschaften 1987 und 1988 war er über 3000 Meter Hindernis Zweiter hinter Patriz Ilg.
1986 bei den Juniorenweltmeisterschaften in Athen erlief Volkmann die Bronzemedaille über 2000 Meter Hindernis. Am 19. August 1988 lief er beim Memorial Van Damme in Brüssel seine persönliche Bestzeit über 3000 Meter Hindernis von 8:22,85 Minuten. Einen Monat später bei den Olympischen Spielen in Seoul schied er im Halbfinale aus, für den Finaleinzug hätte er unter 8:20,00 Minuten bleiben müssen.